# Championnat du pays de Galles d'échecs
Le championnat du Pays de Galles d'échecs moderne est une compétition qui permet de désigner le meilleur joueur d'échecs du pays de Galles. Il a été inauguré en 1955. Le champion remporte une place dans le Championnat d'échecs de Grande-Bretagne.

## Vainqueurs du championnat
| Année | Vainqueur du championnat mixte                                                    | Lauréate du championnat féminin                                        |
| ----- | --------------------------------------------------------------------------------- | ---------------------------------------------------------------------- |
| 1955  | Arthur S. Griffiths                                                               | Beryl E. F. Kenyon                                                     |
| 1956  | Briant Peter Bourne                                                               | Beryl E. F. Kenyon                                                     |
| 1957  | M. E. Wise & Grahame F. Barnard                                                   | Nancy Budzinski née Scott                                              |
| 1958  | Brian V. Douthwaite                                                               | N. Budzinski & Maria MacLean                                           |
| 1959  | Donald A. Curtis                                                                  | pas d’édition                                                          |
| 1960  | Pat J. Bennett                                                                    | pas d’édition                                                          |
| 1961  | Pat J. Bennett, John Denley Mills                                                 | Maria MacLean                                                          |
| 1962  | Arthur O. Jones, W. D. Newcombe                                                   | pas d’édition                                                          |
| 1963  | George P. Moore                                                                   | Shirley Mann                                                           |
| 1964  | Graham H. Chesters                                                                | Zbyzska Southall                                                       |
| 1965  | David Ian Wishart Reynolds                                                        | Shirley Mills (née Mann) & C Beryl Williams                            |
| 1966  | David John Sully                                                                  | Zbyzska Southall                                                       |
| 1967  | Colin Gilbert                                                                     | Zbyzska Southall                                                       |
| 1968  | Arthur Howard Williams, Mikhail Gavrilovik                                        | Zbyzska Southall                                                       |
| 1969  | Mikhail Gavrilovik                                                                | Zbiska Southall & Hazel Brunker                                        |
| 1970  | Mikhail Gavrilovik, Graham H Chesters                                             | Hazel Bunker                                                           |
| 1971  | Arthur Howard Williams                                                            | Zbiska Southall                                                        |
| 1972  | Arthur Howard Williams                                                            | Hazel Brunker                                                          |
| 1973  | John Trevelyan, Stuart James Hutchings, George Botterill, Moss McCarthy           | Hazel Brunker                                                          |
| 1974  | Arthur Howard Williams                                                            | Mary Elizabeth Davies                                                  |
| 1975  | Arthur Howard Williams                                                            | Beryl Jarman                                                           |
| 1976  | John Grantley Cooper, Emmanuel M. Rayner                                          | Jane Garwell                                                           |
| 1977  | Arthur Howard Williams, John Grantley Cooper                                      | Deborah Mary Evans                                                     |
| 1978  | John Grantley Cooper, Arthur Howard Williams                                      | Jane Garwell                                                           |
| 1979  | John Trevelyan , David John Sully                                                 | Deborah Evans                                                          |
| 1980  | Arthur Howard Williams                                                            | Jane Garwell                                                           |
| 1981  | Arthur Howard Williams                                                            | Jane Garwell, Diana James                                              |
| 1982  | Arthur Howard Williams                                                            | Jane Anson & Hazel Brunker                                             |
| 1983  | Stephen Collin James, Iolo Ceredig Jones, Paul A. Lamford, Arthur Howard Williams | Jane Garwell                                                           |
| 1984  | John Grantley Cooper                                                              | Lynda Powell                                                           |
| 1985  | John Grantley Cooper                                                              | Hazel Brunker                                                          |
| 1986  | Arthur Howard Williams                                                            | Lynda Powell                                                           |
| 1987  | Arthur Howard Williams, Moss McCarthy                                             | Diana Adams                                                            |
| 1988  | Arthur Howard Williams, Paul A. Lamford                                           | Lynda Powell                                                           |
| 1989  | Paul A. Lamford                                                                   | Hazel Brunker                                                          |
| 1990  | Charles F. Morris, P O'Neill, Stuart James Hutchings                              | Hazel Brunker                                                          |
| 1991  | Arthur Howard Williams, Andrew R. Jones                                           | Deborah Cooper (née Evans, later -Quek), Jane Garwell (later Richmond) |
| 1992  | John Grantley Cooper                                                              | Jane Richmond (née Garwell)                                            |
| 1993  | John Grantley Cooper, Arthur Howard Williams                                      | Jane Richmond (née Garwell)                                            |
| 1994  | John Grantley Cooper, Arthur Howard Williams                                      | Jane Richmond (née Garwell)                                            |
| 1995  | John Grantley Cooper                                                              | Jane Richmond (née Garwell)                                            |
| 1996  | John Grantley Cooper                                                              | Jane Richmond (née Garwell)                                            |
| 1997  | David H. Cummings                                                                 | Amanda John                                                            |
| 1998  | David H. Cummings, Andrew Dyce, Sven Zeidler, Gareth Morris                       | Julie Wilson                                                           |
| 1999  | James Cobb                                                                        | Beryl Hughes                                                           |
| 2000  | Leighton Williams                                                                 | Deborah Evans-Quek (née Evans, formerly Cooper)                        |
| 2001  | James Cobb                                                                        | no contest                                                             |
| 2002  | Richard S. Jones                                                                  | Abigail Cast                                                           |
| 2003  | Richard S. Jones                                                                  | Deborah Evans-Quek                                                     |
| 2004  | Suan Evans-Quek                                                                   | Jane Richmond (née Garwell)                                            |
| 2005  | Leighton Williams                                                                 | Olivia Smith                                                           |
| 2006  | John Trevelyan                                                                    | Abigail Cast                                                           |
| 2007  | James Cobb                                                                        | Abigail Cast                                                           |
| 2008  | Leighton Williams, James Cobb                                                     | Suzy Blackburn                                                         |
| 2009  | Ioan Rees, Richard S. Jones                                                       | Olivia Smith, Suzy Blackburn                                           |
| 2010  | Richard S. Jones                                                                  | Olivia Smith                                                           |
| 2011  | Arthur Howard Williams, Sven Zeidler                                              | Olivia Smith                                                           |
| 2012  | Tim Kett, Richard S. Jones                                                        | Suzy Blackburn                                                         |
| 2013  | Richard S. Jones                                                                  | Syringa Camp, Stephanie Du Toit                                        |
| 2014  | Tim Kett                                                                          | Olivia Smith                                                           |
| 2015  | James Cobb                                                                        | Lynda Roberts (née Powell, later Smith)                                |
| 2016  | Tim Kett                                                                          | Julie Van Kemenade                                                     |
| 2017  | Allan J. Pleasants                                                                | Imogen Camp, Shayanna Sivarajasingam, Venetia Sivarajasingam,          |
| 2018  | Gerry Heap, David Jameson and Sven Zeidler                                        | Venetia Sivarajasingam                                                 |
| 2019  | Timothy Kett                                                                      | Imogen Camp                                                            |
| 2022  | Jose Camacho Collados                                                             | Lynda Smith                                                            |
| 2023  | Daniel Kozusek                                                                    | Lynda Roberts Smith                                                    |
| 2024  | Daniel Kozusek                                                                    | Olivia Smith                                                           |
| 2025  | Jose Camacho Collados                                                             |                                                                        |

## Champions d'échecs par correspondance
WCCA (1963-1999)
1. M. Jones (1965-1966)
2. M. Jones (1966-1967)
3. M. Jones (1967-1968)F
4. F.Waite (1968-1969)
5. F. Cunnane (1969-1970)
6. T. Jones (1970-1971)
7. F. Cunnane (1971-1972)
8. J. Lang (1972-1973)
9. F. Cunnane (1973-1974)
10. David Vaughan (1974-1975)
11. T. Jones (1975-1976)
12. David Vaughan (1976-1977)
13. C. Wills (1977-1978)
14. David Vaughan (1978-1979)
15. David Vaughan (1979-1980)
16. David Vaughan (1980-1981)
17. Charles Morris (1981-1982)
18. David Vaughan (1982-1983)
19. D. Jones (1983-1984)
20. D. Jones (1984-1985)
21. Stuart Hutchings (1985-1986)
22. David Vaughan (1986-1987)
23. R. Davies (1987-1988)
24. John Coleby (1988-1989)
25. John Coleby (1989-1990)
26. (1990-1991)
27. Jason Garcia (1991-1992)
28. Anthony Baker (1992-1993)
29. Glyn Sinnett (1993-1994)
30. Anthony Baker (1995-1996)
31. David James (1996-1997)
32. David Phillips (1997-1998)
33. David Phillips (1998-1999)

WCCF (2012-...)
1. Helen Sherwood (2017-2018)  [3]
2. Russell Sherwood (2019-2020)  [4]
3. Jonathan Blackburn (2021-2022)  [5]
4. William Bishop (2022-2024)  [6]